# Kees Krijgh (1950)
Cornelius Krijgh, detto Kees ('s-Hertogenbosch, 13 febbraio 1950), è un ex calciatore olandese, di ruolo difensore o centrocampista.
Anche suo zio Kees Krijgh è stato un calciatore.

## Carriera

### Club
Ha giocato nelle giovanili del BVV Barendrecht, iniziando poi la carriera da professionista nel 1969 tra la fila del N.E.C.; l'anno seguente è passato al De Graafschap, poi al Den Bosch.
Nel 1972 avviene il passaggio al PSV, dove rimane per sette stagioni giocando più di 200 partite in campionato. In questo periodo vince tre volte il Campionato olandese, due volte la KNVB beker e una Coppa UEFA (1977-1978).
Passato al Cercle Bruges nel 1979, due anni dopo passa al Willem II dove chiude la carriera nel 1984.

### Nazionale
Krijgh ha giocato due partite per la nazionale olandese: la prima il 15 ottobre 1975 ad Amsterdam contro la Polonia (3-0) e la seconda il 22 novembre dello stesso anno, a Roma, contro l'Italia.

## Statistiche

### Cronologia presenze e reti in nazionale
| Cronologia completa delle presenze e delle reti in nazionale ― Paesi Bassi | Cronologia completa delle presenze e delle reti in nazionale ― Paesi Bassi | Cronologia completa delle presenze e delle reti in nazionale ― Paesi Bassi | Cronologia completa delle presenze e delle reti in nazionale ― Paesi Bassi | Cronologia completa delle presenze e delle reti in nazionale ― Paesi Bassi | Cronologia completa delle presenze e delle reti in nazionale ― Paesi Bassi | Cronologia completa delle presenze e delle reti in nazionale ― Paesi Bassi | Cronologia completa delle presenze e delle reti in nazionale ― Paesi Bassi |
| Data                                                                       | Città                                                                      | In casa                                                                    | Risultato                                                                  | Ospiti                                                                     | Competizione                                                               | Reti                                                                       | Note                                                                       |
| -------------------------------------------------------------------------- | -------------------------------------------------------------------------- | -------------------------------------------------------------------------- | -------------------------------------------------------------------------- | -------------------------------------------------------------------------- | -------------------------------------------------------------------------- | -------------------------------------------------------------------------- | -------------------------------------------------------------------------- |
| 15-10-1975                                                                 | Amsterdam                                                                  | Paesi Bassi                                                                | 3 – 0                                                                      | Polonia                                                                    | Qual. Euro 1976                                                            | -                                                                          |                                                                            |
| 22-11-1975                                                                 | Roma                                                                       | Italia                                                                     | 1 – 0                                                                      | Paesi Bassi                                                                | Qual. Euro 1976                                                            | -                                                                          |                                                                            |
| Totale                                                                     |                                                                            | Presenze                                                                   | 2                                                                          |                                                                            | Reti                                                                       | 0                                                                          |                                                                            |

## Palmarès

### Club

#### Competizioni nazionali
- Campionato olandese: 3

PSV: 1974-1975, 1975-1976, 1977-1978
- Coppa dei Paesi Bassi: 2

PSV: 1973-1974, 1975-1976

#### Competizioni internazionali
- Coppa UEFA: 1

PSV: 1977-1978